# Kościół św. Anny w Bielance
Kościół św. Anny w Bielance – rzymskokatolicki kościół filiarny wzniesiony w XIV wieku w Bielance, w gminie Lwówek Śląski, w powiecie lwóweckim w województwie dolnośląskim. Świątynia należy do dekanatu Lwówek Śląski diecezji legnickiej.

## Opis obiektu
Zabytkowy, orientowany kościół parafialny położony jest w centralnej części wsi Bielanka, około 200 metrów na północ od drogi wojewódzkiej nr 365, na wzgórzu przy drodze gminnej prowadzącej do Skorzynic. Obiekt otoczony jest murem z kamienia łamanego, wyznaczającym teren dawnego cmentarza przykościelnego. Poza murem, od strony południowej, zachowały się ślady nowszego cmentarza.
Kościół został wzniesiony najprawdopodobniej w XIV wieku, a jego przebudowa miała miejsce w 1697 roku. W XIX wieku obiekt funkcjonował jako kaplica cmentarna. W roku 1975 przeprowadzono renowację połączoną z częściową przebudową. Historyczne detale architektoniczne kościoła wykazują cechy późnogotyckie.
Kościół jest jednonawowy, murowany z łomu piaskowcowego, z użyciem ciosu kamiennego w narożach elewacji zachodniej, otynkowany (z wyjątkiem tejże elewacji). Budowla składa się z prostokątnej nawy, nieco węższego, zbliżonego do kwadratu prezbiterium od wschodu, zakrystii po stronie północnej oraz niewielkiej południowej kruchty w połowie długości nawy.
Kościół nakryty jest dachami dwuspadowymi – nad nawą więźba krokwiowo-jętkowa z podbitką, nad zakrystią więźba krokwiowo-płatwiowa, nad prezbiterium – sklepienie krzyżowo-żebrowe. Połacie dachowe pokryte są częściowo blachą falistą ocynkowaną, a częściowo blachą płaską. Elewacja zachodnia zamknięta jest trójkątnym szczytem z żelaznymi ankrami i krzyżem łacińskim o trójlistnych zakończeniach ramion. Elewacja południowa zawiera otwartą kruchtę z ostrołukową arkadą i trójkątnym szczytem. Okna w tej ścianie mają formę prostokątną lub zamkniętą łukiem w ośli grzbiet; widoczne daty 1697 i 1975. Elewacja wschodnia charakteryzuje się asymetrycznym szczytem nad prezbiterium i zakrystią oraz ostrołukowym oknem w osi budynku. Elewacja północna ma długie, czterodzielne okno w strefie nawy oraz obniżoną połać dachową nad zakrystią. Kościół wyposażony jest w instalację odgromową oraz ocynkowane rynny. Oświetlenie zapewniają rozglifione okna o różnorodnych formach – ostrołukowe, prostokątne, z łukami odcinkowymi i w ośli grzbiet.

### Wnętrze
Wnętrze kościoła charakteryzuje się wyraźnym zróżnicowaniem wysokości – nawa jest znacznie wyższa od prezbiterium i ma otwartą więźbę dachową, w której między jętkami zamocowano deski tworzące romboidalny wzór. Przy ścianie zachodniej umieszczono emporę muzyczną opartą na stalowej konstrukcji. Prezbiterium, wyraźnie podniesione o jeden stopień względem nawy, przykryte jest sklepieniem krzyżowo-żebrowym o wyraźnym profilu redukcyjnym, wspartym na kamiennych konsolach, ze zwornikiem ozdobionym czterolistną rozetą. W centralnej części prezbiterium znajduje się kamienna mensa o prostopadłościennym kształcie.
Po stronie północnej do prezbiterium przylega zakrystia, dostępna przez otwór drzwiowy zamknięty łukiem odcinkowym. Oświetla ją niewielkie, ostrołukowe okno z glifem osadzone w ścianie wschodniej, pod którym umieszczono kamienny postument, a w ścianie północnej znajduje się kamienna misa. Sklepienie w zakrystii, zbliżone do tego z prezbiterium, pozbawione jest konsol – żebra spływają bezpośrednio do posadzki.
Od strony południowej do nawy przylega kruchta, otwarta na zewnątrz ostrołukową arkadą i oświetlona prostokątnym oknem od wschodu. Z kruchty prowadzi do wnętrza ostrołukowy portal o profilowanych i sfazowanych ościeżach.
Posadzki w kościele są zróżnicowane: w zachodniej części nawy oraz w zakrystii wykonane z betonu, w pozostałej części nawy z czarno-białych płyt piaskowcowych, natomiast w prezbiterium znajduje się podłoga biała. Całe wnętrze zostało bielone, a zastosowane szalowanie zabezpieczono lakierem bezbarwnym.